# 许迈永
许迈永（1959年1月18日—2011年7月19日），男，汉族，浙江萧山人，中华人民共和国官员。1977年9月参加工作，1984年4月加入中国共产党。也因为“钱多、房多、女人多”被坊间戏称为“许三多”。

## 生平
许迈永父亲双目失明，以算命为生，母亲参加农业生产劳动，两个弟弟和侄女也都失明。
许迈永曾任中共萧山市委常委、副市长，杭州实业有限公司总经理，西湖区区长、区委书记等职务。2008年4月，任杭州市副市长。
2009年4月28日因为涉嫌严重违纪，接受组织调查，12月22日被移送司法机关。落马后其妻子戚继秋也被一同带去调查。许迈永的“双规”也给杭州带来了官场地震，不仅多家与之关联密切的企业受到影响，房地产市场受到冲击；还牵扯到其上司“房地产书记”王国平。
1995年5月至2009年4月，许迈永利用职务之便，为有关单位和个人在取得土地使用权、享受税收优惠政策、安排工作等事项上谋取利益，收受、索取他人财物共计人民币1.45亿余元。侵吞国有资产5300万余元，徇私舞弊滥用职权，违规退还有关公司土地出让金7100万余元。期间还与多达两位数的女干部有染。
2011年5月12日，浙江省宁波市中级人民法院对许迈永受贿、贪污、滥用职权案作出一审判决。许迈永犯受贿罪，判处死刑，剥夺政治权利终身，并处没收个人全部财产；犯贪污罪，判处死刑，缓期二年执行，剥夺政治权利终身，并处没收个人全部财产；犯滥用职权罪，判处有期徒刑十年，决定执行死刑，剥夺政治权利终身，并处没收个人全部财产。6月21日，浙江省高级人民法院二审裁定驳回上诉，维持原判。
许家人以及本人认为合适量刑应为15年，曾多次要求减刑未获成功，死刑复核也未获成功。2011年7月19日，经最高人民法院核准，许迈永在宁波被执行死刑，终年52岁。